# Barnstaple
Barnstaple (/ˈbɑːnstəbl/ ) est une ville et une paroisse civile du Devon, située dans l'Angleterre du Sud-Ouest. 
C'est le centre administratif du nord Devon.
Barnstaple est jumelée avec la ville américaine de Barnstable.

## Toponymie
L'orthographe Barnstable est obsolète, mais conservée par un comté et une ville américains. Elle apparaît au xe siècle et dériverait de l'anglais ancien bearde, qui signifie « hache de guerre », et stapol, qui signifie « pilier », en référence à un poteau ou un pilier servant à marquer un lieu de rencontre religieux ou administratif. La croyance selon laquelle le nom vient de staple qui signifie « marché », indiquant un marché ici depuis la fondation de la colonie, est probablement incorrecte, car l'utilisation de staple dans ce sens apparaît pour la première fois en Angleterre en 1423.
Barnstaple était autrefois appelée Barum, une contraction de la forme latine du nom (ad Barnastapolitum) dans des documents latins tels que les registres épiscopaux du diocèse d'Exeter. Barum a été mentionnée par Shakespeare, et le nom a été relancé et popularisé à l'époque victorienne dans plusieurs romans. Il subsiste dans les noms d'une équipe de football, d'une brasserie, de plusieurs entreprises locales et sur de nombreuses bornes kilométriques anciennes. L'ancienne poterie Brannam de Litchdon Street était connue pour sa marque de fabrique "Barum" gravée sur la base de ses produits.

## Histoire
Le premier établissement dans la région était probablement à Pilton, sur la rive de la rivière Yeo, aujourd'hui un faubourg nord de la ville. Pilton est mentionné dans le Burghal Hidage (vers 917) comme étant un burh fondé par Alfred le Grand, et il se peut qu'il ait été le site d'une attaque viking en 893, mais à la fin du xe siècle, Barnstaple avait repris son rôle de défense locale. Barnstaple possédait un hôtel des monnaies avant la conquête normande.
La baronnie féodale de Barnstaple avait son caput au château de Barnstaple (en), accordé par Guillaume le Conquérant à Geoffroy de Montbray, qui apparaît comme son détenteur dans le Domesday Book de 1086. La baronnie est tombée aux mains de la Couronne en 1095 après que Montbray se soit rebellé contre le roi Guillaume II. Guillaume réattribue la baronnie à Juhel de Totnes (en), ancien baron féodal de Totnes. Vers 1107, Juhel, qui avait déjà fondé le prieuré de Totnes, fonda le prieuré de Barnstaple, de l'ordre clunisien, dédié à Marie-Madeleine. Après que le fils de Juhel soit mort sans enfant, la baronnie fut divisée entre les familles de Braose et Tracy, avant de se réunir sous le règne d'Henry de Tracy. Elle est ensuite passée par plusieurs autres familles, avant de finir dans la propriété de Margaret Beaufort (morte en 1509), mère du roi Henri VII.
Dans les années 1340, les marchands de la ville ont affirmé que les droits d'un bourg libre leur avaient été accordés par le roi Æthelstan dans une charte perdue. Bien que cette revendication ait été périodiquement contestée par les seigneurs du manoir plus tard, elle a permis aux marchands de jouir d'un degré inhabituel d'autonomie. La richesse de la ville au Moyen Âge reposait sur le fait qu'elle était un port de base autorisé à exporter de la laine. Elle possédait une première guilde de marchands connue sous le nom de Guilde de St Nicholas. Au début du xive siècle, Barnstaple était la troisième ville la plus riche du Devon après Exeter et Plymouth, et le plus grand centre textile en dehors d'Exeter jusqu'en 1600 environ. Son commerce de la laine était encore favorisé par son port, d'où cinq navires ont été envoyés en 1588 pour combattre l'Armada espagnole. Barnstaple était l'un des « ports privilégiés » de la Compagnie espagnole (en) (établie en 1577), dont les armoiries apparaissent sur deux des monuments muraux aux marchands du xviie siècle : dans l'église Saint-Pierre, Richard Beaple (mort en 1643), trois fois maire, Richard Ferris (maire en 1632), qui, avec Alexander Horwood, a reçu un paiement de la Corporation de Barnstaple en 1630 pour avoir "chevauché jusqu'à Exeter au sujet de la Compagnie espagnole" ; et, sur le plafond en plâtre décoré de l'ancien Golden Lion Inn, 62 Boutport Street, aujourd'hui un restaurant à côté du Royal and Fortescue Hotel.
La ville a bénéficié du développement du commerce avec l'Amérique aux xvie et xviie siècles, qui a apporté la richesse aux riches marchands, qui ont construit d'impressionnants hôtels particuliers. Certains d'entre eux subsistent derrière des façades plus récentes : ils comprennent le n° 62 de Boutport Street, dont on dit qu'il possède l'un des meilleurs plafonds en plâtre du Devon. Les marchands ont également construit plusieurs aumôneries, dont celles de Penrose (en), et ont assuré leur héritage en dédiant des monuments élaborés à leurs familles à l'intérieur de l'église.
Au xviiie siècle, Barnstaple avait cessé d'être une ville de fabrication de laine. Sa production a été remplacée par la laine et le fil irlandais, pour lesquels elle était le principal lieu de débarquement ; les matières premières étaient transportées par voie terrestre vers de nouvelles villes de fabrication de tissus au milieu et à l'est du Devon, telles que Tiverton et Honiton. Cependant, le port s'ensable ; dès 1630 environ, Tristram Risdon (en) signale qu'il « peut à peine accueillir de petits navires ». Bideford, plus bas dans l'estuaire et bénéficiant de l'action décapante de la rivière Torridge (en) au débit rapide, a progressivement repris le commerce extérieur.
Bien qu'entre 1680 et 1730 le commerce de Barnstaple ait été dépassé par celui de Bideford, la ville a conservé son importance économique jusqu'au début du xxe siècle, époque à laquelle elle fabriquait de la dentelle, des gants, des voiles et des filets de pêche et possédait de vastes poteries, tanneries, scieries et fonderies, ainsi qu'une activité de construction navale.
Barnstaple était l'un des boroughs réformés par le Municipal Reform Act de 1835 (en). Entre les années 1930 et 1950, la ville a englobé les villages de Pilton, Newport et Roundswell grâce à un développement en ruban.

## Monuments
- Église Saint-Pierre : construite au XIVe siècle, elle fut agrandie au milieu du XVe. La flèche est légèrement vrillée de droite à gauche ce qui en fait un clocher tors. Elle est couverte de plaques de plomb comme à Chesterfield.

## Éducation
Il y a plusieurs écoles primaires, et deux collèges principaux. Il y a un lycée, North Devon College.

## Galerie

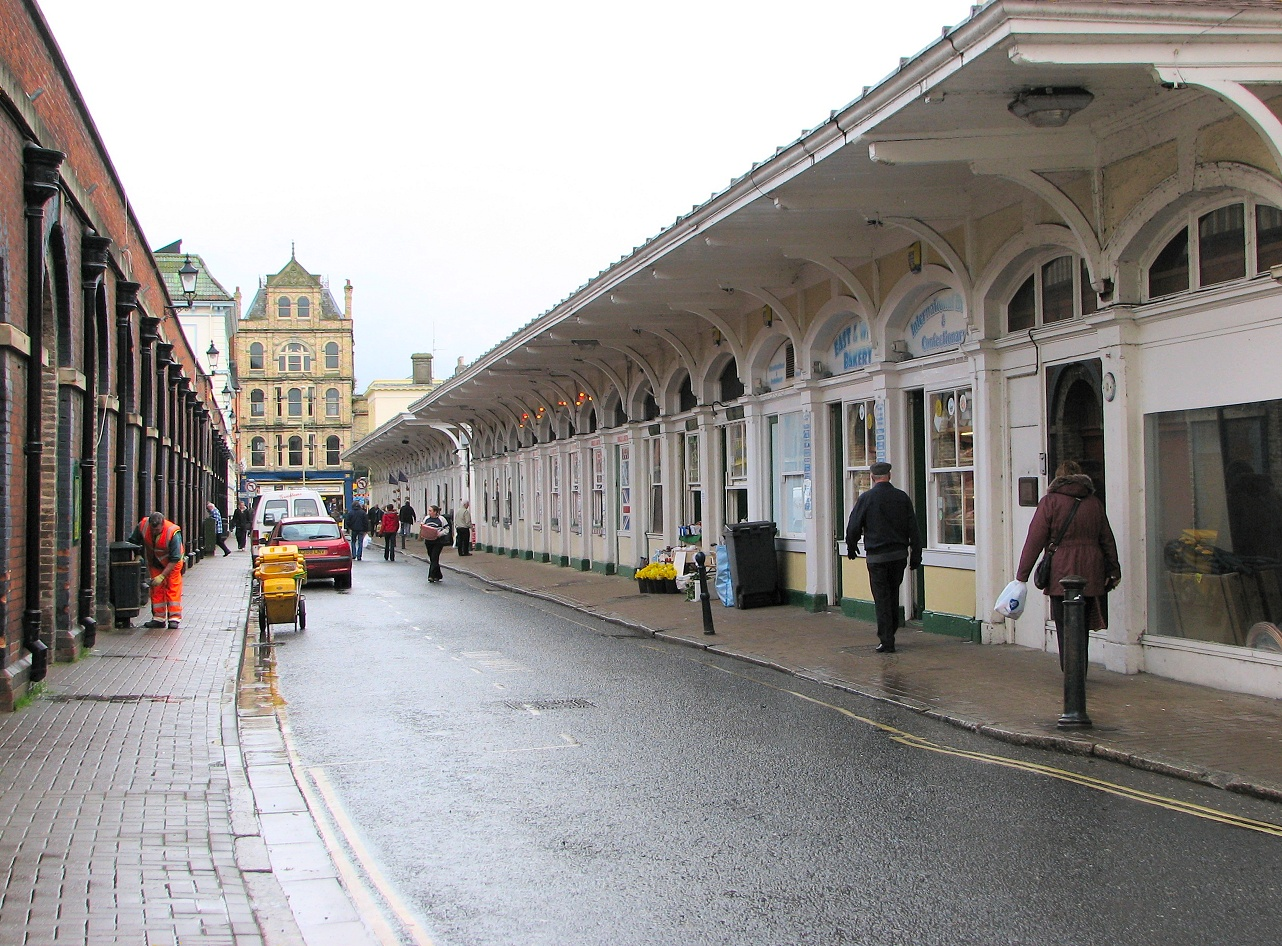
Butchers Row. Sur les 10 boucheries construites en 1855, il en reste 2, les autres magasins vendant des produits agricoles locaux.
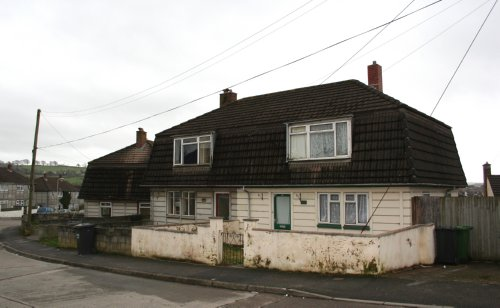
Maisons préfabriquées de type Cornish à Barnstaple en mauvais état et aujourd'hui détruites

## Jumelages
- Trouville-sur-Mer (France)

## Personnalités liées à la ville
- John Gay (1685-1732), poète et dramaturge, est né à Barnstaple.
- Michael Jackson (1958-2009), chanteur compositeur, a résidé à Barnstaple en 2008, avec une partie de sa famille[2],[3],[4].